# Nulle part dans la maison de mon père
Nulle part dans la maison de mon père est un roman  d'Assia Djebar paru en 2007. Il a été réédité en 2010.

## Résumé
Il s'agit d'un roman d'inspiration autobiographique, racontant la vie d'une petite fille dans une petite ville sur la côté de l'Algérie. Son père, Tahar, est un instituteur indigène dans l'Algérie coloniale. La petite fille découvre la lecture, et à travers elle le monde, puis l'écriture et la liberté.